# Дитерпены
Дитерпе́ны — органические соединения группы терпенов, состоящие из 4 изопреновых звеньев. Общая формула C20H32, (C10H16)2. Кислородсодержащие производные дитерпенов называют дитерпеноидами. Входят в состав смол хвойных растений, камедей, эфирных масел. Дитерпеноидом является ретинол (витамин А), содержащийся как в растительных, так и в животных организмах.

## Классификация
Дитерпены и дитерпеноиды по числу углеродных колец подразделяются следующим образом:
- Ациклические — наиболее распространён спирт фитол, входящий в состав молекулы хлорофилла, токоферолов, филлохинонов.

- Моноциклические — ретинол и его производные.

- Бициклические — в частности, обнаружены в плодах витекса священного.

- Трициклические — чаще всего содержатся в хвойных, в частности, производные абиетана (абиетиновая кислота) и таксана (в различных представителях рода тисовых).

- Тетрациклические — в частности, гиббереллины, андромедотоксин.

## Свойства
Нерастворимы в воде, растворимы в органических растворителях, особенно неполярных. Обладают большей молекулярной массой, чем моно- и сесквитерпены, поэтому имеют более высокую температуру кипения (> 300 °С) и труднее перегоняются с водяным паром.

## Значение и применение

### В медицине
Дитерпены часто проявляют цитотоксическую активность. Некоторые из них, в частности, производные таксана (таксоиды), проходят испытания в целях создания противоопухолевых средств. В то же время дитерпеноид форбол провоцирует возникновение злокачественных образований.
Бициклические дитерпены витекса подавляют выработку пролактина, что обусловливает создание на его основе препаратов, применяемых в гинекологии.

### Другое
Гиббереллины (производные гибберелловой кислоты) — растительные гормоны, выделены также из продуктов жизнедеятельности отдельных грибов, усиливают рост растений.
Дитерпеноидный гликозид стевиозид обусловливает сладкий вкус стевии и применяется в пищевой промышленности как подсластитель.
Дитерпеноидный гликозид андромедотоксин (грайанотоксин) вызывает токсическое действие ряда растений семейства вересковых (подбел, хамедафне, багульник, рододендрон).
Сальвинорин А, содержащийся в шалфее предсказателей, является психоактивным веществом.